# Université Assane-Seck de Ziguinchor
L'université Assane-Seck de Ziguinchor (UASZ) est un établissement public d'enseignement supérieur situé à Ziguinchor dans la région nature de la Casamance, au sud-ouest du Sénégal.

## Historique
Dans le but d'élargir sa carte universitaire et de désengorger les universités publiques existantes (notamment l'université Cheikh-Anta-Diop de Dakar), les autorités sénégalaises ont décidé, depuis le début des années 2000, d'ouvrir de nouveaux établissements d'enseignement supérieur.

Initialement prévu pour être un Centre universitaire régional (CUR), le projet d'implantation d'un établissement à Ziguinchor s'est transformé en la création d'une université complète à la suite d'une décision du président Abdoulaye Wade.

C'est ainsi que l'université de Ziguinchor a été pédagogiquement ouverte au cours du mois de février 2007. En 2013, l'établissement a été renommé en hommage à Assane Seck, un universitaire et homme politique sénégalais.

## Organisation
L'UASZ est composée de quatre unités de formation et de recherche, de deux écoles doctorales et de plusieurs laboratoires de recherche : 

### UFR
- UFR des sciences économiques et sociales (SES)
- UFR des sciences et technologies (ST)
- UFR des lettres, arts et sciences humaines (LASHu)
- UFR des sciences de la santé (2S)

### École doctorale
- École doctorale Sciences, Technologies et Ingénierie (ED-STI)
- École doctorale Espaces, Sociétés et Humanités (ED-ESH)

### Laboratoires de recherche
- Laboratoire de géographie et environnement (LGE)
- Laboratoire de chimie et physique des matériaux (LCPM)
- Laboratoire de mathématiques et applications (LMA)
- Laboratoire d'océanographie, des sciences de l'environnement et du climat (LOSEC)
- Laboratoire d'agroforesterie et d'écologie (LAFE)
- Laboratoire de géographie et d'environnement (LGE)
- Laboratoire d’informatique et d’ingénierie pour l’innovation (LI3)